# Marek Zakrzewski
Marek Zakrzewski, né le 18 décembre 2005, est un athlète polonais spécialiste des épreuves de sprint.

## Biographie
Il remporte la médaille d'or du 100 m lors des championnats d'Europe jeunesse 2022, compétition réunissant les athlètes de moins de 18 ans.
En 2023, aux championnats d'Europe juniors à Jérusalem, Marek Zakrzewski remporte la médaille d'or du 100 m et du 200 m en établissant de nouveaux records de Pologne juniors, et devenant le premier athlète depuis Darren Campbell  en 1991 à réussir le doublé 100 m-200 m dans cette compétition.
Le 21 janvier 2024 à Luxembourg, il établit un nouveau record d'Europe junior du 200 m sur piste courte an parcourant la distance en 20 s 80.

## Palmarès
| Date | Compétition                    | Lieu      | Résultat | Épreuve | Temps   |
| ---- | ------------------------------ | --------- | -------- | ------- | ------- |
| 2022 | Championnats d'Europe jeunesse | Jérusalem | 1er      | 100 m   | 10 s 32 |
| 2023 | Championnats d'Europe juniors  | Jérusalem | 1er      | 100 m   | 10 s 25 |
| 2023 | Championnats d'Europe juniors  | Jérusalem | 1er      | 200 m   | 20 s 63 |

## Records
| Épreuve            | Temps           | Lieu       | Date            |
| ------------------ | --------------- | ---------- | --------------- |
| 100 m              | 10 s 25 (NU20R) | Jérusalem  | 8 août 2023     |
| 200 m              | 20 s 63 (NU20R) | Jérusalem  | 9 août 2023     |
| 200 m piste courte | 20 s 80 (AU20R) | Luxembourg | 21 janvier 2024 |